# Brånstjärnen
Brånstjärnen är en sjö i Robertsfors kommun i Västerbotten och ingår i Kålabodaåns huvudavrinningsområde. Sjön har en area på 0,0319 kvadratkilometer och ligger 46,1 meter över havet.

## Delavrinningsområde
Brånstjärnen ingår i det delavrinningsområde (714367-175225) som SMHI kallar för Ovan 714162-175272. Medelhöjden är 30 meter över havet och ytan är 10,89 kvadratkilometer. Räknas de 4 avrinningsområdena uppströms in blir den ackumulerade arean 188,53 kvadratkilometer. Kålabodaån som avvattnar avrinningsområdet har biflödesordning 2, vilket innebär att vattnet flödar genom totalt 2 vattendrag innan det når havet efter 8,2 kilometer. Avrinningsområdet består mestadels av skog (47 procent), öppen mark (14 procent) och jordbruk (33 procent). Avrinningsområdet har 0,03 kvadratkilometer vattenytor vilket ger det en sjöprocent på 0,3 procent. Bebyggelsen i området täcker en yta av 0,44 kvadratkilometer eller 4 procent av avrinningsområdet.